# Staatsbegräbnis (Hörspiel)
Staatsbegräbnis oder Vier Lektionen politische Gemeinschaftskunde ist ein O-Ton-Hörspiel von Ludwig Harig aus dem Jahr 1969. Produziert wurde es vom Saarländischen Rundfunk (SR) und vom Westdeutschen Rundfunk (WDR) unter der Regie von Johann M. Kamps. Aus dem originalen Wort- und Tonmaterial der Rundfunkberichterstattungen über das Staatsbegräbnis von Konrad Adenauer am 25. April 1967 montierte Harig dieses Hörspiel, das zum Skandalon der deutschen Rundfunkgeschichte wurde.

## Beschreibung
Das 64-minütige Hörspiel ist eine Collage aus O-Tönen von den Trauerfeierlichkeiten zu Ehren Konrad Adenauers. Zu Wort kommen ausschließlich die Akteure des Geschehens selbst: Politiker, Geistliche, Festredner und ein Radioreporter. Die Klangkulisse aus Geräuschen, Musikstücken und Gesängen steht kontrastierend zu den gesprochenen Texten. Die Personen des Stücks sind:
- Josef Kardinal Frings, Erzbischof von Köln;
- ein Priester, der im Hörspiel anonym bleibt: Monsignore Paul Adenauer leitete die Begräbnisliturgie[1];
- Heinrich Lübke, Bundespräsident;
- Kurt Georg Kiesinger, Bundeskanzler;
- Eugen Gerstenmaier, Bundestagspräsident;
- Theodor Burauen, Oberbürgermeister von Köln;
- und ein Reporter unbekannten Namens.

Harig hat den authentischen Tonbandmitschnitten nichts hinzugefügt. Einzig durch Umstellungen, Aufzählungen, Wiederholungen und serielle Ordnungen – Methoden der visuellen und konkreten Poesie – übt Harig Sprachkritik und entlarvt „Pathos, Schwulst, Leerformeln an diesem ersten großen Staatsbegräbnis der jungen Republik.“ Vom Reporter standen auch das Vor- und Nachspiel zur Verfügung, Äußerungen also, die nicht gesendet worden waren. Mit der Stimme des Reporters beginnt und endet das Hörspiel auch:

„Orgel
REPORTER: Ja, ich bin wieder da. So, tun wir die Sendung ein bißchen höher drauf. Das ist nämlich der Orgelklang, hier selbst, ja, gut, gut, ja.
Orgel“

(…)

„REPORTER: ja, so ist es, ich meine, muß ich noch irgendwas machen oder wie siehts aus? Ja
Hornist.“

Ludwig Harig beschreibt in einem unveröffentlichten Manuskript, wie es zu diesem Hörspiel kam: „Ich habe diese Reden und Ansprachen gehört und gelesen und schließlich auf eine bestimmte Art und Weise analysiert, um herauszufinden, was da eigentlich gesagt worden war. Meine Analyse war eine Sprachanalyse dieser Eigentlichkeit, und wie bei einer naturwissenschaftlichen Analyse auch bestand meine Aufgabe darin, die Elemente eines Ganzen zu isolieren, um ihre Beschaffenheit zu prüfen.“

## Struktur
Harigs Sprachanalyse des authentischen Tonbandmaterials legte Einstimmigkeiten und Widersprüche in den Reden frei. Durch seine Montagetechnik entstanden „neue Zusammenhänge aus aneinandergerückten Meinungen“. Vier Sprechfiguren bildeten sich heraus, die Vier Lektionen politische Gemeinschaftskunde: Die Gemeinschaft der freien Völker, Die christliche Bedeutung der politischen Tätigkeit, Freiheit und Ordnung sowie Die Auferstehung und das Leben.

## Rezeption
Die Reaktionen auf das Hörspiel reichten von großer Begeisterung bei jenen, die Phrasen, Pathos und Schwulst zur Kenntlichkeit gebracht sahen, bis zu Ärger und Wut bei jenen, die sich durch Harigs Montagetechnik bloßgestellt fühlten. Die Empörung ging bei Franz Mai, Intendant des SR und ehemaliger persönlicher Referent Adenauers, so weit, dass er für ein Aufführungsverbot dieser „zynische(n) Persiflage“ kämpfte. Er verfügte eine Sperre für jede Weitergabe des Hörspiels und untersagte eine Schallplattenproduktion. In der Saarbrücker Zeitung vom 13. Februar 1973 schrieb er: „Dieses Hörspiel stellt meines Erachtens einen offensichtlichen Verstoß gegen § 10 des saarländischen Rundfunkgesetzes dar, in dem es heißt: daß die Sendungen dieser Anstalt den religiösen, sittlichen und kulturellen Belangen der Bevölkerung des Saarlandes Rechnung zu tragen haben.“
Wolfram Schütte, von 1967 bis 1999 Redakteur im Feuilleton der Frankfurter Rundschau, schrieb: „Da Harigs Hörcollage ein satirisch-politisches Stück Aufklärung war, ebenso zwei- wie mehrdeutig gegenüber dem Originalmaterial wie eindeutig im Hinblick auf das kritische Ziel, ist es zwar höchst verwunderlich, daß der Saarländische Rundfunk so etwas überhaupt je produziert hat, aber sehr verständlich, daß er es jetzt im Archiv verschwinden lassen will.“
Das Hörspiel entwickelte sich zu einem literarisch-politischen Störfall, über den Jürgen Kolbe in der Frankfurter Allgemeinen Zeitung am 13. Juni 1972 schrieb: „… wer Harigs ‚Staatsbegräbnis‘ in den Archiven vergraben will, muß neben seinem Kunst- auch sein Demokratieverständnis in Frage stellen lassen.“
Der Literaturwissenschaftler und Literaturkritiker Jörg Drews schrieb über das Hörspiel: „Staatsbegräbnis, fast gleichzeitig mit dem anderen frühen großen O-Ton-Hörspiel, mit Paul Wührs Preislied entstanden, ist für mich immer noch ein Beispiel lachender, souveräner, gänzlich unverbiesterter Ideologiekritik, aus der staatstragenden Rhetorik – bei Harig der Rhetorik der ‚Oberen‘, bei Wühr aus der Rhetorik der da unten – wird die Luft ‚rausgelassen‘, und es entsteht ein keineswegs hämisches, sondern eher liebevolles Porträt: die Bundesrepublik Deutschland als Sprach-Collage.“

## Sendetermine
- WDR 3: 9. Januar 1969, 24. Januar 1969, 5. Februar 1970, 23. August 1992, 27. Februar 2009
- SR: 13. Januar 1969
- SR / SWF / SDR: 9. August 1984
- BR: 17. September 1990
- NDR: 16. Dezember 1993
- Deutschlandradio Kultur: 1. April 2007[5]

## Veröffentlichungen
1975 veröffentlichte der Literaturwissenschaftler und Verleger Klaus Ramm eine Schallplatte mit einer Neuproduktion von Staatsbegräbnis 1 und der Originalproduktion von Staatsbegräbnis 2, einem O-Ton-Hörspiel nach den Begräbnisfeierlichkeiten für Walter Ulbricht, die in den Hörspielprogrammen gesendet werden konnten. Beide Staatsbegräbnisse sendete WDR 3 am 17. April 1976, der WDR am 20. Juli 1997 und der BR am 31. März 2006.
1988 erschienen in der Hörbuch-Reihe Cotta’s Hörbühne Staatsbegräbnis 1 und 2 auf Tonkassette.